# Hanna Sarkkinen
Hanna Sarkkinen, född 18 april 1988 i Uleåsalo, är en finländsk politiker (Vänsterförbundet). Hon är ledamot av Finlands riksdag sedan 2015. Till utbildningen är hon filosofie magister.
Sarkkinen blev invald i riksdagen i riksdagsvalet 2015 med 9 582 röster från Uleåborgs valkrets. Sarkkinen utsågs 2019 till social- och hälsovårdsminister i Regeringen Rinne. Det var menat att hon skulle dela på posten med Aino-Kaisa Pekonen som skulle sitta de två första åren av regeringsperioden och att Sarkkinen planerades efterträda Pekonen år 2021. Då Regeringen Rinne avgick under hösten 2019 och efterträddes av regeringen Marin valde man att behålla samma upplägg. Sarkkinen tillträdde således som planerat den 29 juli 2021 och innehade ministerposten till och med 20 juni 2023, då regeringen Marin förlorade riksdagsvalet.

## Utmärkelser
- Kommendörstecknet av Finlands Lejons orden[4]

[Redigera Wikidata]